# سرگذشت زن تایکو
سرگذشت زن تایکو (به ژاپنی: おんな太閤記) نام یک مجموعه تلویزیونی تاریخی و نوزدهمین سری از فیلم‌های مجموعه تلویزیونی تایگا است. این مجموعه توسط ان‌اچ‌کی در سال ۱۹۸۱ میلادی ساخته شده‌است. سناریوی این مجموعه توسط هاشیدا سوگاکو (نویسنده سریال اوشین) نوشته شده‌است. در این مجموعه نقش کودای این (همسر تویوتومی هیده‌یوشی) توسط ساکوما یوشیکو و نقش تویوتومی هیده‌یوشی توسط توشی‌یوکی نیشیدا و نقش اودا نوبوناگا توسط هیروشی فوجی‌اوکا ایفا شده‌است. داستان فیلم بر پایه زندگی همسر تویوتومی هیده‌یوشی است.